# Erich Schönewolf
Erich Schönewolf (* 23. August 1905 in Harpen; † 22. August 1990) war ein deutscher Gewerkschafter und Politiker (SPD).

## Leben und Beruf
Geboren wurde Schönewolf in Harpen bei Bochum. Seine Eltern zogen bereits kurze Zeit später ins benachbarte Herne um. Nach dem Besuch der Volksschule und Heimvolkshochschule wurde er Bergmann. Von 1925 bis 1932 Mitarbeiter in der Jugendgruppe der IG Bergbau und bis 1933 Mitglied des kommunalen Jugendpflegeausschusses Hernes. Von 1932 bis 1935 arbeitslos nahm er als Metallarbeiter übte er bis 1944 im Untergrund seine Tätigkeit als SPDler weiterhin aus. Noch 1944 eingezogen, nahm er 1945 seine aktive Arbeit in der Partei wieder auf. Seit dieser Zeit war er als Geschäftsführer der SPD in der Stadt Herne tätig. Auch als Gewerkschafter als Mitglied der ÖTV aktiv. Ab dem 17. Oktober 1948 bis 1954 Stadtverordneter in Herne.

## Partei
Seit 1920 Mitglied der Sozialistischen Arbeiter-Jugend wurde er 1925 aktives Mitglied der SPD. Ab 1928 Mitglied des Unterbezirksvorstandes in Herne und Vorstandsmitglied der SPD Westliches Westfalen.

## Abgeordneter
Schönewolf wurde vom 13. Juli 1954 bis 25. Juli 1970 als direkt gewähltes Mitglied des 3. bis 6. Nordrhein-Westfälischen Landtages.